# Rans Brempong
Ransford Sifah Brempong, detto Rans (Thornhill, 22 luglio 1981), è un ex cestista canadese.

## Carriera
Con il Canada ha disputato i Giochi panamericani del 2007.

## Palmarès
- Coppa d'Olanda: 1

Matrixx Magixx: 2007